# Ząbkowanie (medycyna)

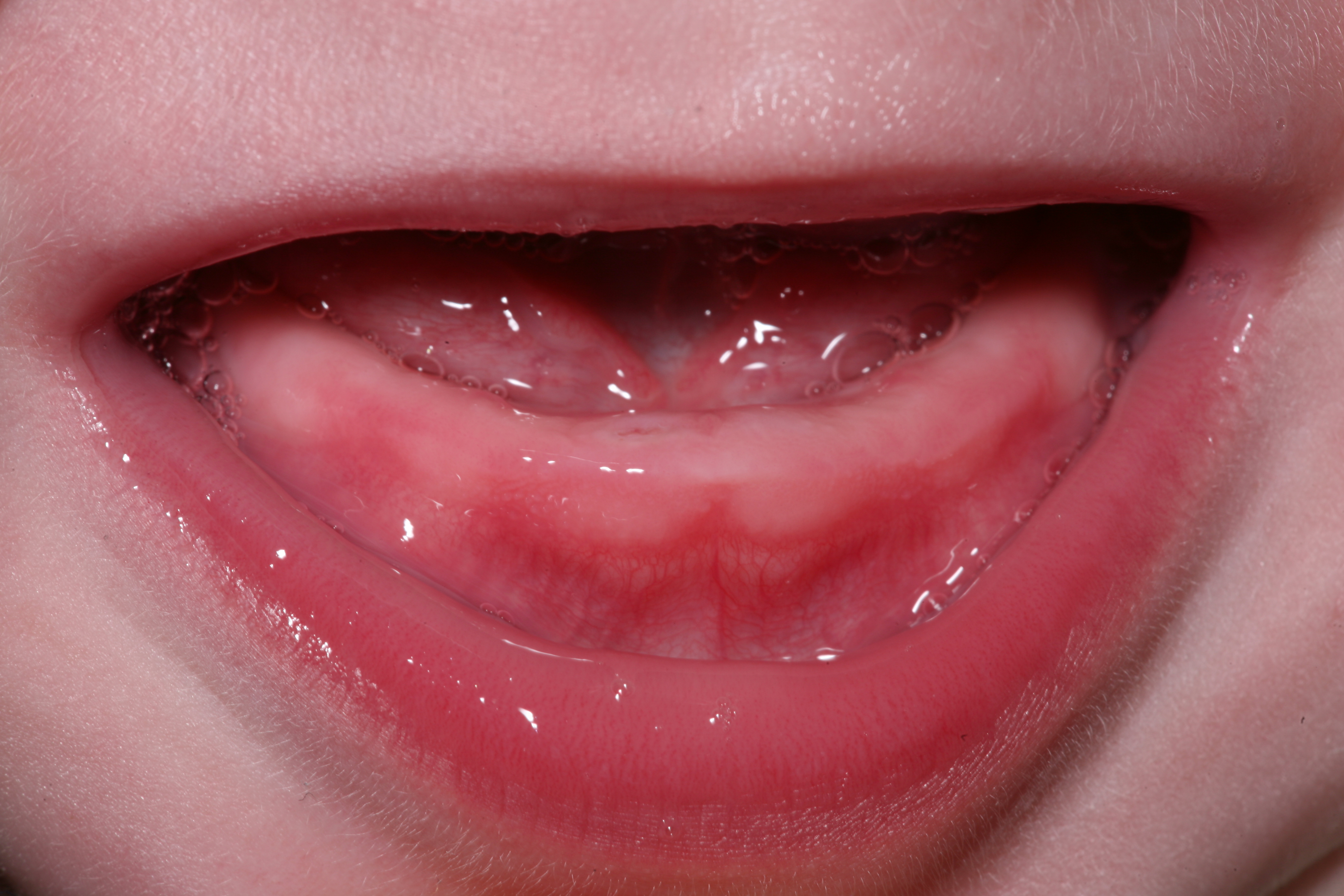
6,5 miesięczne dziecko z widoczną początkowa fazą wyrzynania pierwszych siekaczy dolnych

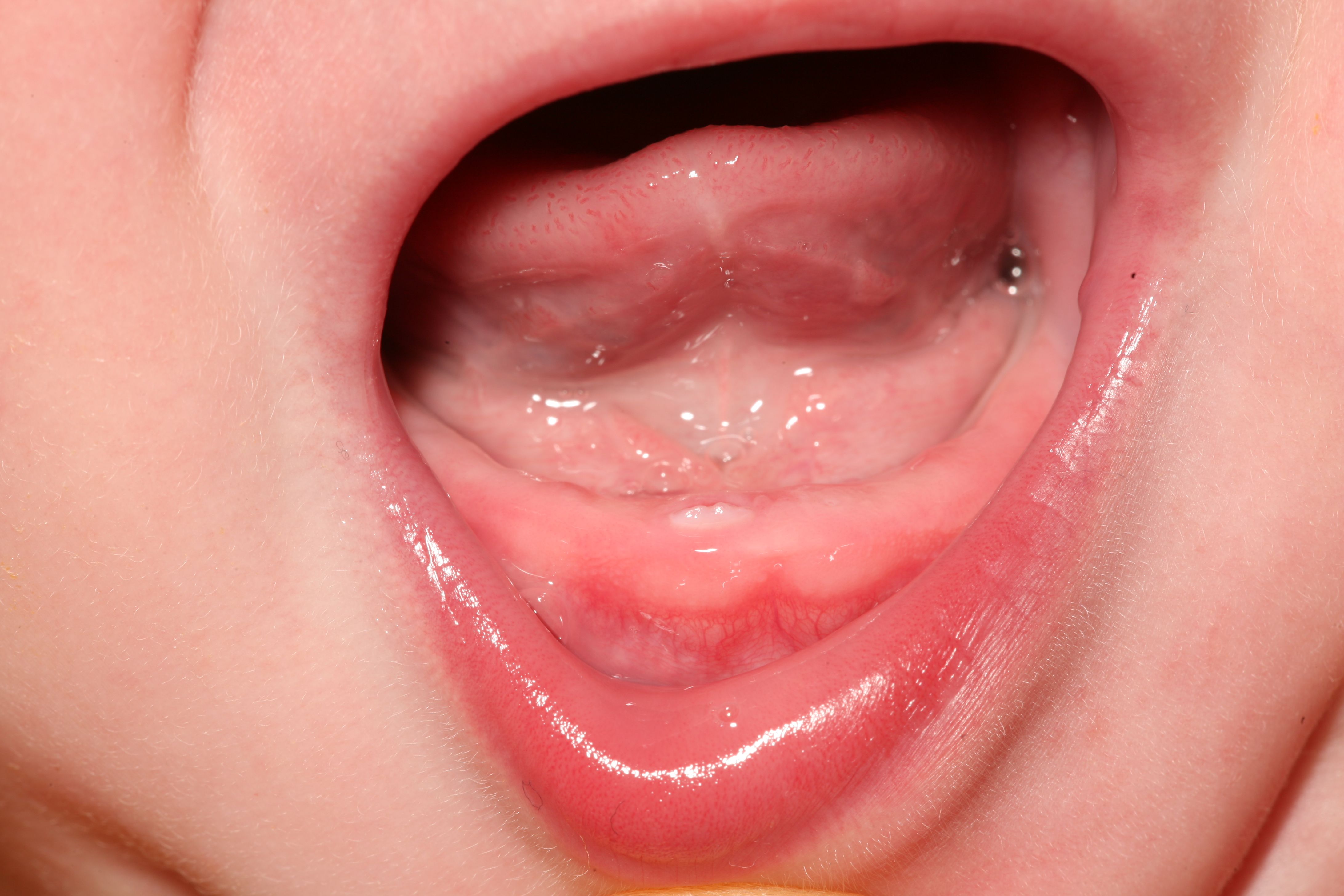
5 dni później widoczny siekacz

Ząbkowanie – proces wyrzynania się zębów mlecznych u dzieci.
Fazy ząbkowania:
- przederupcyjna: kształtowanie się korony zębowej niewidocznego zęba,
- przedfunkcyjna: od pojawienia się zęba do kontaktu z zębem przeciwstawnej szczęki, wytworzenie korzenia i kieszonki zębowej,
- funkcyjna: zakończenie kształtowania korzenia i kieszonki dziąsłowej[1].

Zęby mleczne zaczynają wyrzynanie ok. 6. miesiąca życia dziecka. Do 9. miesiąca wyrasta 8. siekaczy, około 17-20. miesiąca kły, między 14. a 20. pierwsze zęby trzonowe, a w okresie 24-30. miesięcy życia drugie zęby trzonowe. 
Zwykle pierwsze wyrastają zęby dolne, a później odpowiednie zęby górne. Ząbkowanie a dokładnie czas, w którym zaczynają wyrzynać się zęby, jest ściśle powiązany z genami. Gdy któremuś z rodziców zęby wyszły przed pierwszymi urodzinami, jest duże prawdopodobieństwo, że dziecko również zacznie późno ząbkować. Natomiast gdy u któregoś z rodziców zęby pojawiły się wyjątkowo wcześnie, jest szansa, że u malca też tak będzie.
Ząbkowanie łączy się z następującymi objawami: puchnięciem dziąseł, obfitym ślinieniem, nierzadko stanem podgorączkowym. Zdarzają się biegunki, zaparcia, wymioty lub wysypka na skórze. Zachodzą zmiany w zachowaniu: zaburzenia snu, niepokój i podrażnienie, osłabienie apetytu. Dziecko wkłada do ust różne przedmioty w zasięgu rąk, co wiąże się z ryzykiem wystąpienia stanu zapalnego jamy ustnej.